# Christian Felix Weisse

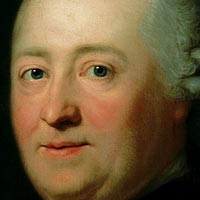
Christian Felix Weisse, 1769.

Christian Felix Weisse, född den 28 januari 1726 i Annaberg, död den 16 december 1804, var en tysk skald. Han var far till Christian Ernst Weisse och farfar till Christian Hermann Weisse.
Weisse var i Leipzig studentkamrat med Gotthold Ephraim Lessing,  vistades en tid som informator i Paris och fick 1761 en fördelaktig anställning vid uppbördsverket i Leipzig. Hans lättflytande visor, som dels tillhör anakreontikernas riktning (Scherzhafte Lieder, 1758), dels ansluter sig till den samtida krigslyriken (Amazonenlieder, 1760), fick insteg bland folket.
I sina sorgespel (Richard III, 1759; Atreus und Thyest, 1766 med flera) sökte han förena fransk-klassicismen med det shakespeareska dramat; bland annat nyttjade han den orimmade femfotade jamben. Weisses livliga lustspel (bland andra Die Poeten nach der Mode, 1763) blev mycket omtyckta, och han bragte den av Gottsched bannlysta operagenren åter upp på tiljan (genom sin komiska opera Der Teufel ist los, 1752, en bearbetning av ett engelskt original), och många senare sånglustspel, för vilka han fann en ypperlig medarbetare i tonsättaren Johann Adam Hiller och genom vilka han blev Tysklands mest spelade teaterförfattare. 
På äldre dagar odlade han barnlitteraturen, och särskilt hans tidskrift "Der Kinderfreund" (1776-82) vann insteg överallt i tyska hem och skolor. Av hans verk kan nämnas samlingarna Lieder für Kinder (1766-67; 5:e upplagan 1775), Komische Opern (tre band, 1767-71), Trauerspiele (fem band, 1776-80) och Lustspiele (tre band, 1783). Hans självbiografi utgavs 1806. Weisse sökte intaga en förmedlande ställning inom litteraturen och blandade modernt och gammalt inte utan skicklighet; i Johann Wolfgang von Goethes och Friedrich Schillers "Xenien" förekommer han lätt karikerad.